# Ernest Mills
Ernest Victor Mills (10 de abril de 1913-10 de octubre de 1972) fue un deportista británico que compitió en ciclismo en la modalidad de pista. Participó en los Juegos Olímpicos de Berlín 1936, obteniendo una medalla de bronce en la prueba de persecución por equipos.

## Medallero internacional
| Juegos Olímpicos | Juegos Olímpicos  | Juegos Olímpicos  | Juegos Olímpicos        |
| Año              | Lugar             | Medalla           | Competición             |
| ---------------- | ----------------- | ----------------- | ----------------------- |
| 1936             | Berlín (Alemania) | Medalla de bronce | Persecución por equipos |